# 棘副獅子魚
棘副獅子鱼，为輻鰭魚綱鮋形目杜父魚亞目狮子鱼科的其中一種。分布於東太平洋區從美國阿拉斯加州至加州北部海域，屬深海底棲性魚類，棲息在水深18至1008公尺的海域，背鰭及臀鰭延伸至尾鰭，尾小；胸鰭的低鰭條非常突出；腹鰭而且附著體盤不存在，背鰭軟條56至59枚；臀鰭軟條44至49枚，體長可達10公分，生活習性不明。